# Susperatus prudens
Susperatus prudens är en dagsländeart som först beskrevs av Mcdunnough 1931.  Susperatus prudens ingår i släktet Susperatus och familjen slamdagsländor. Inga underarter finns listade i Catalogue of Life.